# ルイ・オーリアコンブ

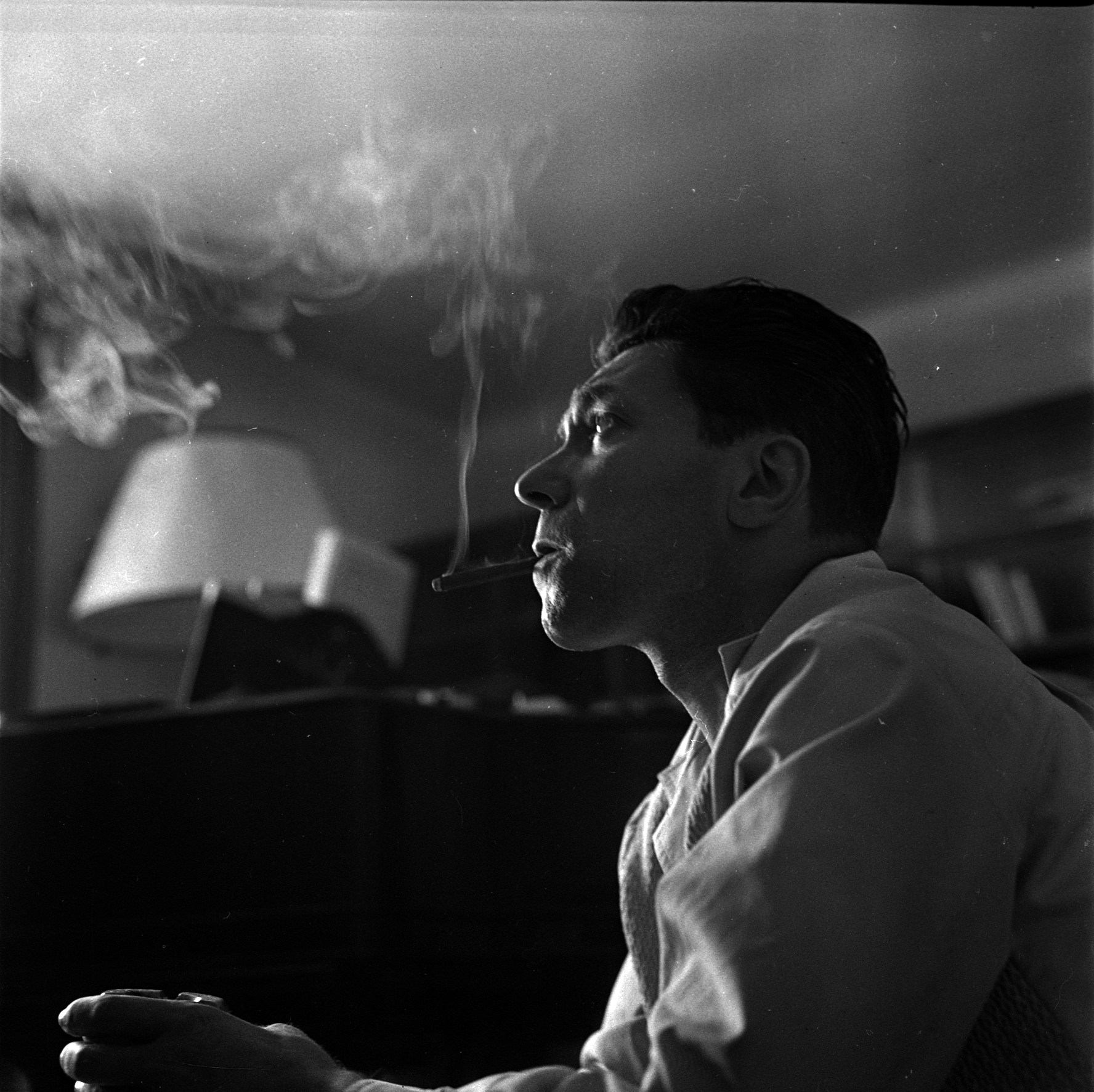
1961年11月9日のルイ・オーリアコンブ

ルイ・オーリアコンブ（Louis Auriacombe, 1917年2月22日 - 1982年12月3日）は、フランスの指揮者。
ポーの生まれ。1933年から1939年までトゥールーズ音楽院で声楽とヴァイオリンを学ぶ。その後、トゥールーズの放送局のオーケストラの団員となるが、1951年にイーゴリ・マルケヴィチに弟子入りし、1957年から1967年までマルケヴィチの助手を務めた。1953年にはトゥールーズ室内管弦楽団を創設して、自ら首席指揮者を務めた。1971年から病を得て演奏活動から退いた。
トゥールーズにて長逝。